# Kärrsparv
Kärrsparv (Melospiza lincolnii) är en fågel i familjen amerikanska sparvar inom ordningen tättingar.

## Kännetecken

### Utseende
Kärrsparven är en medelstor prydlig sparv med en kroppslängd på 13–15 centimeter. Näbben är relativt tunn och stjärten kort. Den kan resa sina hjässfjädrar, vilket ger huvudet ett toppigt utseende.
Fjäderdräkten är streckat brun, beige och grå med rostinslag på vingarna och stjärten. Bröst och sidor är varmbeige med tunna svarta längsgående streck som tonas ut mot den vita buken. I ansiktet syns ett beigefärgat mustaschstreck inramat av tunna bruna linjer. Den har vidare ett brett grått ögonbrynsstreck, ett mörkt ögonstreck och en beigefärgad ring runt ögat. Hjässan är streckad i brunt och svart med ett grått centralt hjässband.

### Läten
Kärrsparvens sång är en av de mest melodiska i familjen, påminnande om en gärdsmygs. Den inleds med två eller tre klockliknande toner, följt av olika drillar som snabbt ändrar tonhöjd. Sången avslutas med en tunn liten drill som om fågeln tappar andan. Lätet är ett insektsliknande ziit eller ett hårdare tjipp.

## Utbredning och systematik
Kärrsparven delas in i tre underarter med följande utbredning:
- Melospiza lincolnii lincolnii – förekommer i nordvästra Alaska till Kanada och norra USA, flyttar till Baja och Guatemala
- Melospiza lincolnii gracilis – förekommer i kustvattnen vid södra Alaska och centrala British Columbia, flyttar till centrala Kalifornien
- Melospiza lincolnii alticola – förekommer i bergen från Oregon till Arizona och New Mexico, flyttar till Guatemala

Kärrsparvens utbredningsområde där rött är sommartid, blått övervintringsområde och gult där den passerar under flyttningen.

Kärrsparven är en mycket sällsynt gäst i Europa med endast ett fynd från Island i december 2013 samt sammanlagt fyra fynd från Azorerna.

### Familjetillhörighet
Tidigare fördes de amerikanska sparvarna till familjen fältsparvar (Emberizidae) som omfattar liknande arter i Eurasien och Afrika. Flera genetiska studier visar dock att de utgör en distinkt grupp som sannolikt står närmare skogssångare (Parulidae), trupialer (Icteridae) och flera artfattiga familjer endemiska för Karibien.

## Levnadssätt
Kärrsparven lever ett tillbakadraget liv i täta buskage och håller sig på eller nära marken. Där skrapar den i lövmassan eller letar bland grenar efter insekter, men vintertid även små frön, ibland från matningar. I bergstrakter häckar den vid fuktängar med inslag av säv och täta pil- och alsnår. På lägre nivåer hittas de i stånd av poppel, asp och pil men även lägre buskar invid vattendrag. Under flyttningen ses kärrsparven tillsammans med andra sparvar som vitkronad sparv, sångsparv och träsksparv i skogskanter, buskage och igenväxta fält.

### Häckning
Honan bygger boet som placeras på marken inne i ett buskage. Där lägger hon tre till fem blekgröna till skärvita ägg med bruna fläckar som ruvas i tio till 13 dagar. På boet är honan mer skygg än vanligt och kryper iväg som en mus om hon störs och tvingas bort från boet.

## Status och hot
Arten har ett stort utbredningsområde och en stor population med stabil utveckling. Utifrån dessa kriterier kategoriserar internationella naturvårdsunionen IUCN arten som livskraftig (LC). Världspopulationen uppskattas till 88 miljoner häckande individer.

## Namn
Fågelns vetenskapliga namn är en hyllning till den amerikanske naturforskaren och upptäcktsresanden Thomas Lincoln (1812-1883) som samlade in det specimen John James Audubon baserade sin beskrivning på. Tidigare kallades den lincolnsparv även på svenska, men tilldelades 2024 ett mer informativt namn av BirdLife Sveriges taxonomikommitté.